# 高原郷
高原郷（たかはらごう）とは、飛騨国吉城郡の郷の一つである。現在の岐阜県北西部にあたり、現在の飛騨市神岡町、高山市上宝町・奥飛騨温泉郷に該当する。

## 地形
- 神通川の支流の高原川とその支流の流域であり、東部は飛騨山脈、南部、西部は飛騨高地に囲まれている。平らな地形は川沿いのみであり少ない。
- 地質は飛騨片麻岩類、船津花崗岩などである。飛騨山脈の火山の焼岳の影響もあり、火山灰層もある。
- 奈良時代の文献には、金、銀が献上されたという記録がある。亜鉛・鉛・銀鉱山である神岡鉱山はこの高原郷にある。
- 古くから温泉があり、奥飛騨温泉郷の福地温泉には、村上天皇が入湯した伝説がある。

## 歴史
- 養老年間（720年ごろ）、現在の神岡鉱山の採掘が始まり、金、銀、銅が献上される。
- 室町時代から戦国時代、この地域は高原諏訪城を拠点とした江馬氏が支配していたが、1582年（天正10年）に江馬輝盛が三木自綱に敗れ戦死すると、高原諏訪城も攻められて落城。その後は飛騨国を統一した三木自綱が支配する。しかし、金森長近に攻められ、1585年（天正13年）からは金森氏が支配する。
- 江戸時代は飛騨高山藩の領地であったが、1692年（元禄5年）に飛騨国は天領となる。
- 江戸時代末期、高原郷には79ヶ村[1] が存在した。また、高原郷は下高原郷（50ヶ村）[2]と上高原郷（29ヶ村）[3]とする場合もあったという。
- 1875年（明治8年）、上高原郷と下高原郷の一部[4]が上宝村、下高原郷の大部分が神岡村[5]となる。

## その他
- 上宝村の宝は、高原から転じたものである。